# 地史学
地史学也称历史地质学，是一门研究地球（主要是地壳）发展历史及其规律性的学科，为地质学的一个分支。其研究对象主要为地质历史中形成的地层（包括无机界和有机界的物质记录）以及反映地球发展历史的其他物质记录。研究内容涉及地球的形成、生命的起源、生物的演化、古地理的变迁、板块的离合以及地球不同圈层的相互作用。